# Patriot's Point

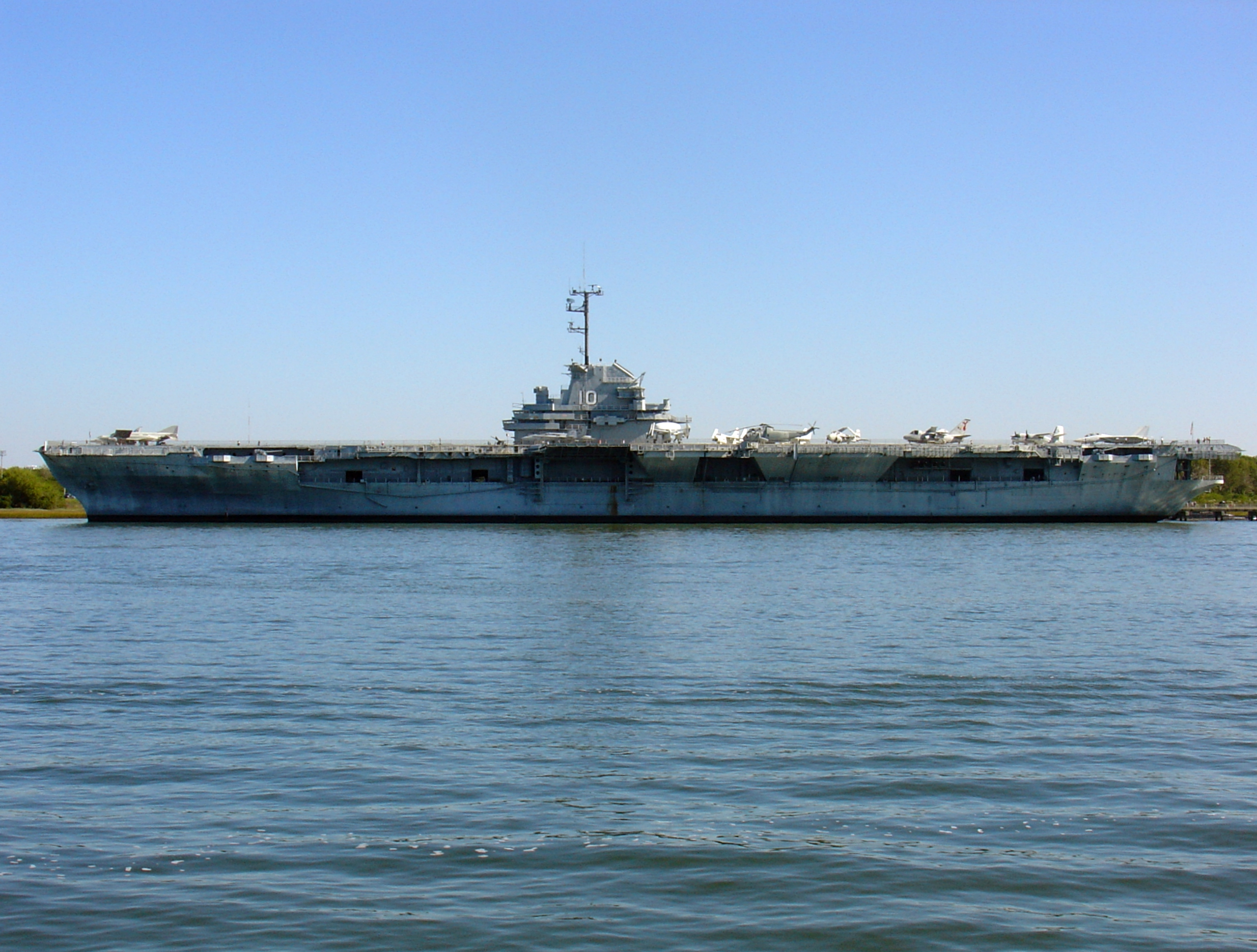
Le Yorktown

Patriot's Point Naval & Maritime Museum est situé à Mount Pleasant en Caroline du Sud, à l'embouchure de la Cooper près de Charleston.
Patriot's Point est le lieu d'ancrage de quatre navires musée : le porte-avions USS Yorktown, le sous-marin USS Clamagore, le cotre des US Coast Guard USCGC Ingham et le destroyer USS Laffey. Jusqu'à 1994, Patriot's Point accueillait aussi le NS Savannah.
Le Yorktown a plusieurs expositions à son bord comme un musée sur la Medal of Honor et de nombreux avions de chasse.